# モラクセラ・オスロエンシス
モラクセラ・オスロエンシス（Moraxella osloensis）はシュードモナス目モラクセラ科モラクセラ属の種の一つであり、オキシダーゼ陽性の好気性グラム陰性細菌である。
M. osloensisは、ナメクジの寄生線虫であるPhasmarhabditis hermaphroditaとの相利共生生物である。自然界において、P. hermaphroditaはM. osloensisを宿主のナメクジ体内へ媒介し、そこで細菌は増殖して宿主を死に至らしめる。

## 生活環

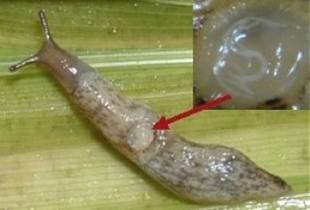
線虫(Phasmarhabditis hermaphrodita)に寄生されたナメクジ(Deroceras reticulatum)

この細菌は、自然界における線虫Phasmarhabditis hermaphroditaの共生体の一つとして知られている。この線虫は、農場や園芸における最も有害なナメクジとしてDeroceras reticulatumを含む、ナメクジを宿主とする。
M. osloensisは、生存に適した環境を得るため、線虫の幼体の腸内でコロニー形成する。感染した幼体は、宿主の外套膜領域を通って殻の空隙に進入する。幼体が空隙に入ると菌体を放出し、増殖した菌体を摂食して成長を開始する。寄生されたナメクジは4〜10日で死亡し、線虫は死骸全体に繁殖し、M. osloensisを継承した幼体を産出し、次世代の幼体は死骸を離れて新しい宿主を探す。M. osloensisはナメクジの殺傷の直接の原因であり、保菌しない線虫は宿主の死を引き起こさない。

## 生化学
M. osloensisの産生するリポ多糖はDeroceras reticulatumに有効な軟体動物駆除剤である。
ナメクジに対する線虫の致死性は、保菌されているM. osloensisの細胞数と相関することが確認されている。2001年の実験では72時間の菌体培養液はナメクジに対して高い病原性を示す。この実験において、M. osloensisは分子量5300 KDのリポ多糖であるエンドトキシンを産生することが明らかとなった。

## 臨床
Moraxella osloensisはヒトの口腔内粘膜の上気道の常在菌であり、M. osloensisが人間に感染することはほとんどないが、さまざまな生体組織において感染し感染症を引き起こすことが知られている。日本では2009年に初めてこの細菌による敗血症が確認された。グラム染色性と形態が不定であるため、顕微鏡での菌種の同定に注意が必要である。

## 悪臭
M. osloensisは、更衣室やシャワーカーテンの悪臭の原因となることが同定されている。
2011年に花王により、洗濯後の衣類特にタオル類で一般に生乾き臭と呼ばれる雑巾様臭の原因はモラクセラ菌が生成する4-メチル-3-ヘキセン酸であると同定されている。

## 分類
M. osloensisは独立した種として1967年に提案された。かつてMoraxella nonliquefaciensやMima polymorpha (var.) oxidansと命名された細菌は現在ではこの細菌に再分類されている。